# Georg Friedrich Brust
Georg Friedrich Brust (* 7. März 1790 in Darmstadt; † 20. Mai 1854 ebenda) war ein deutscher Kommunalpolitiker, Bürgermeister, Bauunternehmer und Handwerksmeister.

## Leben
Georg Friedrich Brust war Bauunternehmer und Weißbindermeister. Von 1836 bis 1848 war Brust Bürgermeister von Darmstadt. Bei der Wahl im Jahre 1836 gab es drei Kandidaten. Brust erhielt die wenigsten Stimmen. Trotzdem wurde er von Großherzog Ludwig II. in das Amt des Bürgermeisters von Darmstadt eingesetzt. Wahrscheinlich galt Brust bei dem Präsidenten des Gesamtministeriums (Ministerpräsident) Karl du Thil als politisch zuverlässig. Im Jahre 1842 wurde Brust in diesem Amt bestätigt.  1848 kandidierte er erfolglos zum dritten Mal für das Amt des Bürgermeisters von Darmstadt.
Brust wurde des Amtsmissbrauchs und der Untätigkeit beschuldigt. Das von ihm geleitete Darmstädter Bauunternehmen musste im Jahre 1848 Insolvenz anmelden.

## Ehrungen
Am 25. August 1840 erhielt er das Ritterkreuz des großherzoglich hessischen Verdienstordens Philipps des Großmütigen.
Im Jahre 1901 wurde im Darmstädter Paulusviertel eine Straße nach Brust benannt.